# Alberto Gamero
Alberto Miguel Gamero Murillo (Santa Marta, 3 de febrero de 1964) es un exfutbolista y entrenador colombiano, actualmente es entrenador del Deportivo Cali de la Categoría Primera A de Colombia.

## Trayectoria como jugador

### Inicios
Oriundo del barrio Bastidas en Santa Marta, desde muy joven, fue conocido con el apodo de 'Tito'. Ya en su etapa como futbolista, el locutor deportivo Jorge Eliécer Torres le colocó el apodo de 'Sonero'. Se inició en la Selección de fútbol de Magdalena siendo dirigido por Eduardo Julián Retat, más adelante se consagró campeón del Difutbol en el año 1980 teniendo de compañero a Carlos "Pibe" Valderrama.

### Unión Magdalena
Debutó como futbolista profesional en la temporada de 1982 con el Unión Magdalena, siendo dirigido por los colombianos Hermenegildo Segrera y Eduardo Julián Retat, los argentinos Pepe Sasía y Jorge  Castelli, y el uruguayo Ricardo de León. Allí, con destacadas actuaciones y siendo el segundo futbolista con más partidos disputados con 'el ciclón bananero', logró su traspaso a Millonarios.

### Millonarios
Por petición del entrenador Chiqui García, llega a la ciudad de Bogotá para jugar en Millonarios donde se destacaría anotando dos goles en 111 partidos (96 en la Liga y 15 en Copa Libertadores). Estuvo en el «embajador» durante 4 años, consagrándose campeón de la estrella 13. Además, compartió vestuario con varios jugadores mundialistas como: Sergio Goycochea, Arnoldo Iguarán, Gambeta Estrada, Rubén Darío Hernández, Óscar Córdoba y Óscar Cortés.

### Envigado y Medellín
También pasaría bajo las órdenes del entrenador Chiqui García por el recién ascendido Envigado Fútbol Club (1992) y el Independiente Medellín en donde estuvo a un minuto de ser campeón en la Temporada 1993.

### Segunda etapa en Unión Magdalena
Para 1994 regreso al Unión Magdalena en donde permanece hasta 1997 siendo dirigido por el mundialista Jorge Luis Pinto. Como dato curioso Gamero fue el jugador con más partidos disputados con el equipo en las temporadas: Nivelación 1995 (29), 1995-96 (47) y 1996-97 (65).

### Unicosta
En la Temporada 1998 llegó al Unicosta en donde se retira tras 17 años de actividad profesional.

## Trayectoria como entrenador

### Chicó FC, Chía Fair Play y Bogotá FC
Luego de su paso por el Deportivo Unicosta regreso en 1999 al Unión Magdalena, en donde llegó a realizar la pretemporada con el entrenador Nano Prince, al momento de realizar las inscripciones ante la Dimayor Prince le comunica que no contaría con él. Tras esta situación Gamero decide retirarse de su actividad como jugador y comenzar a dirigir a su escuela de formación en la ciudad de Santa Marta.
Para el año 2001 es contactado por Eduardo Pimentel para que lo asistiera en el Boyacá Chicó (quien para ese momento jugaba en la ciudad de Bogotá, bajo el nombre de Manpower Bogotá Chicó) ocupando la función de preparador físico en el equipo profesional y entrenador en el equipo infantil. 
Como entrenador en propiedad comenzaría su etapa en el modesto Chía Fair Play (actualmente Club Llaneros) propiedad del argentino Silvano Espíndola, donde dirige en la temporada 2003, haciendo debutar a varios jugadores jóvenes, siendo Stalin Motta el que llegó a tener mayor trascendencia. Posteriormente, en la temporada 2004 se convierte en el primer entrenador en historia del Bogotá Fútbol Club, donde tiene una mala campaña con rendimiento apenas del 34%.

### Boyacá Chicó
En abril de 2005 retornó al equipo ajedrezado asistiendo al argentino Mario Vanemerak. Posteriormente, en la fecha 6 del Torneo Apertura de 2006 comienza a dirigir al Boyacá Chicó como entrenador en propiedad con derrota 1-0 frente al Atlético Nacional.
En la Temporada 2008 se consagró como campeón del Torneo Apertura venciendo en la tanda de penaltis en la final al América de Cali en el Estadio La Independencia dándole su primera estrella al conjunto ajedrezado.
En 2011, después de derrotar al Atlético Nacional por penales en semifinales, logró llegar a la final de la Copa Colombia, donde luego caería en ambos juegos con Millonarios.
Gamero tendría varias polémicas con los árbitros ya que en varias oportunidades las malas decisiones arbitrales lo perjudicaron en posibles clasificaciones en instancias finales. En total dirigió al club en 413 oportunidades: (8) en Copa Libertadores, (82) en Copa Colombia y (323) en la Primera División.

### Águilas Doradas
Para el año 2013, luego de siete años en la institución ajedrezada decidió tomar unos aires y llegó a dirigir al Águilas Doradas; allí dirigió durante el Torneo Apertura 2014 llegando hasta los cuartos de final. 

### Primera etapa en Deportes Tolima
Posteriormente, entre el segundo semestre de 2014 y 2016 realizó grandes campañas con el equipo Deportes Tolima conquistando la Copa Colombia 2014 tras vencer por un marcador global de 3-2 en condición de visitante a Independiente Santa Fe.
También fue subcampeón del Torneo Finalización 2016 cayendo ante Independiente Santa Fe.

### Junior de Barranquilla
El 8 de diciembre de 2016, se oficializa la contratación de Alberto Gamero como nuevo entrenador de Junior de Barranquilla para el Torneo Apertura 2017.
El 26 de marzo de 2017, las directivas del Junior de Barranquilla deciden destituirlo de la dirección técnica por los malos resultados del equipo de Barranquilla en el torneo colombiano, con solo un partido ganado, 3 empatados y 4 perdidos, dejando al equipo en el puesto 19 con 6 puntos.

### Segunda etapa en Deportes Tolima
Para la fecha 10 del torneo finalización 2017, regresa a dirigir al Deportes Tolima. Allí tiene un semestre destacado con tan solo tres derrotas, una de ellas cayendo en la Semifinal ante Independiente Santa Fe.
El 9 de junio del 2018 se consagra campeón del Torneo Apertura con el equipo Pijao luego de vencer por penales a Atlético Nacional en el estadio Atanasio Girardot con una destacada a actuación del golero Álvaro Montero.
Comienza la temporada 2019 siendo subcampeón de la Superliga de Colombia tras caer en la tanda penaltis frente al Junior de Barranquilla.
El 3 de diciembre de 2019 se despide de los jugadores, cuerpo técnico y presidente ("Senador" Camargo), dando por finalizado su segundo ciclo con el cuadro Vinotinto y Oro sumando 299 partidos dirigidos.

### Millonarios Fútbol Club
| Resumen estadístico de Alberto Gamero dirigiendo a Millonarios                               | Resumen estadístico de Alberto Gamero dirigiendo a Millonarios | Resumen estadístico de Alberto Gamero dirigiendo a Millonarios | Resumen estadístico de Alberto Gamero dirigiendo a Millonarios | Resumen estadístico de Alberto Gamero dirigiendo a Millonarios | Resumen estadístico de Alberto Gamero dirigiendo a Millonarios | Resumen estadístico de Alberto Gamero dirigiendo a Millonarios | Resumen estadístico de Alberto Gamero dirigiendo a Millonarios | Resumen estadístico de Alberto Gamero dirigiendo a Millonarios | Resumen estadístico de Alberto Gamero dirigiendo a Millonarios |
| Resumen de partidos oficiales                                                                | Resumen de partidos oficiales                                  | Resumen de partidos oficiales                                  | Resumen de partidos oficiales                                  | Resumen de partidos oficiales                                  | Resumen de partidos oficiales                                  | Resumen de partidos oficiales                                  | Resumen de partidos oficiales                                  | Resumen de partidos oficiales                                  | Resumen de partidos oficiales                                  |
| Competición                                                                                  | PJ                                                             | PG                                                             | PE                                                             | PP                                                             | %                                                              | GF                                                             | GC                                                             | Dif                                                            | Mejor resultado                                                |
| -------------------------------------------------------------------------------------------- | -------------------------------------------------------------- | -------------------------------------------------------------- | -------------------------------------------------------------- | -------------------------------------------------------------- | -------------------------------------------------------------- | -------------------------------------------------------------- | -------------------------------------------------------------- | -------------------------------------------------------------- | -------------------------------------------------------------- |
| Primera A                                                                                    | 232                                                            | 112                                                            | 65                                                             | 55                                                             | 57.62%                                                         | 322                                                            | 211                                                            | +111                                                           | Campeón                                                        |
| Copa Colombia                                                                                | 21                                                             | 9                                                              | 10                                                             | 2                                                              | 58.73%                                                         | 31                                                             | 16                                                             | +15                                                            | Campeón                                                        |
| Superliga                                                                                    | 2                                                              | 1                                                              | 0                                                              | 1                                                              | 50%                                                            | 2                                                              | 1                                                              | +1                                                             | Campeón                                                        |
| Copa Libertadores                                                                            | 12                                                             | 1                                                              | 5                                                              | 6                                                              | 44.45%                                                         | 11                                                             | 21                                                             | -10                                                            | Fase de grupos                                                 |
| Copa Sudamericana                                                                            | 10                                                             | 5                                                              | 1                                                              | 4                                                              | 53.33%                                                         | 15                                                             | 11                                                             | +4                                                             | Fase de grupos                                                 |
| Total en partidos oficiales                                                                  | 277                                                            | 128                                                            | 81                                                             | 68                                                             | 55.96%                                                         | 381                                                            | 260                                                            | +121                                                           | Tres títulos                                                   |
| Actualizado al último partido oficial dirigido el 8 de diciembre de 2024 vs Deportivo Pasto. |                                                                |                                                                |                                                                |                                                                |                                                                |                                                                |                                                                |                                                                |                                                                |
| Resumen de partidos amistosos                                                                |                                                                |                                                                |                                                                |                                                                |                                                                |                                                                |                                                                |                                                                |                                                                |
| Competición                                                                                  | PJ                                                             | PG                                                             | PE                                                             | PP                                                             | %                                                              | GF                                                             | GC                                                             | Dif                                                            | Mejor resultado                                                |
| Amistosos 2020                                                                               | 6                                                              | 4                                                              | 1                                                              | 1                                                              | 72.23%                                                         | 17                                                             | 4                                                              | +13                                                            | Campeón                                                        |
| Amistosos 2021                                                                               | 2                                                              | 0                                                              | 1                                                              | 1                                                              | 16.67%                                                         | 3                                                              | 4                                                              | -1                                                             | Subcampeón                                                     |
| Amistosos 2022                                                                               | 4                                                              | 3                                                              | 0                                                              | 1                                                              | 75%                                                            | 6                                                              | 1                                                              | +5                                                             | Campeón                                                        |
| Amistosos 2023                                                                               | 12                                                             | 6                                                              | 4                                                              | 2                                                              | 61.11%                                                         | 14                                                             | 11                                                             | +3                                                             | Campeón                                                        |
| Amistosos 2024                                                                               | 8                                                              | 3                                                              | 2                                                              | 3                                                              | 45.83%                                                         | 10                                                             | 12                                                             | -2                                                             | -                                                              |
| Total en partidos no oficiales                                                               | 32                                                             | 16                                                             | 8                                                              | 8                                                              | 58.33%                                                         | 50                                                             | 32                                                             | +18                                                            | Cinco títulos                                                  |
| Actualizado al último partido amistoso dirigido el 9 de julio de 2024 vs River Plate.        |                                                                |                                                                |                                                                |                                                                |                                                                |                                                                |                                                                |                                                                |                                                                |

#### 2020
Aunque Gamero tuvo opciones para dirigir a los combinados nacionales de Bolivia y su similar de Panamá, el día 3 de diciembre del 2019 finalmente se confirmó el acuerdo con Joseph Oughourlian, Enrique Camacho y Gustavo Serpa principales directivos de Millonarios para ser nuevo entrenador del equipo. El 10 de diciembre se realizó su presentación oficial en Millonarios. Empieza la temporada 2020 con la disputa del Torneo ESPN 2020, en el cual termina como subcampeón, posteriormente se enfrenta a Alianza Lima en la Noche Blanquiazul, venciendo al cuadro peruano por 1-2. En su debut oficial empieza con derrota 1-2 como local frente al Deportivo Pasto. La primera victoria de los dirigidos por el 'Sonero' se daría el 15 de febrero del año en mención, al derrotar 2-1 a Boyacá Chicó en condición de local. Hasta el parón de la liga por la Pandemia de COVID-19, el equipo dirigido por Gameroski acumulaba una victoria, tres empates y tres derrotas, encontrándose en los últimos puestos de la tabla. Fue después de retomarse la liga que el conjunto albiazul mostró una mejoría en materia de resultados, perdiendo uno sólo de sus partidos, pero empatando cinco. Luego de vencer a Envigado Fútbol Club, Millonarios ganaría todos los partidos restantes del año, exceptuando su visita al Estadio Metropolitano, donde empata 1-1 con Junior de Barranquilla. Debido a los excesivos empates, y a pesar de su repunte en los resultados Millonarios no clasificó a los play-offs, y en cambio disputa una liguilla para obtener un cupo a Copa Sudamericana 2021. En esta liguilla Millonarios llega hasta la final, pero debido a varias bajas por un brote al interior del equipo, el equipo pierde a gran parte de su plantel, apenas empatando con el Deportivo Cali en los 90 y perdiendo por definición desde el punto penal.
A pesar de que Gamerito no alcanzó ninguno de los objetivos planteados para la temporada la junta directiva decide mantenerlo en proyecto deportivo. Paralelamente fue uno de los candidatos para dirigir a la Selección Colombia antes de que anunciará Reinaldo Rueda.

#### 2021
Para la temporada 2021 las cosas cambian para el equipo Gamero, pues pasa de permanecer en los últimos lugares de la tabla, a estar entre los primeros lugares, solo saliendo de la zona de clasificación en las fechas 9 y 10. El equipo se clasifica a los playoffs, donde en primera instancia se enfrenta al América de Cali, venciéndolo 1-2 en Cali, y empatando a cero en Bogotá. En semifinales se enfrenta al Junior de Barranquilla, perdiendo por marcador de 3-2 en la ida, pero remontando con un 2-0 en el juego disputado en el Estadio El Campin. En la final se cruza con el Deportes Tolima. En la ida, obtiene un empate a un gol, dejando la resolución del torneo en la vuelta, donde su equipo pierde por marcador 1-2 quedando así como subcampeón del Torneo Apertura.
En el Torneo Finalización cedió varios puntos en el cuadrangular semifinal y en la última fecha a pesar de haberle ganado 2:1 al América de Cali quedaría ubicado en la segunda posición ya que simultáneamente el Deportes Tolima empataría con 2:2 con Alianza Petrolera y ese punto del equipo Pijao lo dejaría sin chances de avanzar a la final.

#### 2022
Para la temporada 2022 pese a ser el máximo favorito para llevarse el título de liga en ambos torneos (Apertura y Finalización) quedaría por fuera de la final tras quedar eliminado de los cuadrangulares finales en la tercera y segunda posición respectivamente. En la reclasificación total del año fue primero con 91 puntos. En cuanto a la Copa Colombia se consagra campeón tras derrotar al Junior de Barranquilla.
El día 19 de abril Gamero alcanzó los 900 partidos dirigidos a nivel profesional, siendo uno de los entrenadores de nacionalidad colombiana con más juegos en su haber. Durante todo el año Gamero recibió ofertas para dirigir a varios clubes de la Primera División de México, aunque declinó de todas ya que su contrato con Millonarios se extendía durante una campaña más.

#### 2023
En el primer trimestre del año Gamero entra fuertemente en la lista de candidatos a dirigir a la Selección de fútbol de Ecuador. Luego, es contactado por Emelec aunque declina de la propuesta y recomienda a Hernán Torres. En el último trimestre del año surge el rumor de su posible ida al Real Zaragoza de España, equipo que también es propiedad de Joseph Oughourlian y Gustavo Serpa máximos accionistas de Millonarios. Finalmente ante tanta especulación el 27 de septiembre se confirma su renovación con el equipo hasta finales de 2026.
El 28 de septiembre de con victoria 2-0 frente Alianza Petrolera en el partido de ida los cuartos de final de la Copa Colombia alcanzó los 200 partidos al mando de Millonarios. El 5 de octubre en la vuelta, Gamero alcanzó los mil partidos dirigidos a nivel profesional.
En el Torneo Apertura logra llegar a la final frente al Atlético Nacional y ser campeón en la tanda de penaltis tras empatar en ambos encuentros, obteniendo así su quinto título como director técnico en el fútbol colombiano.
Finalizando el año pierde la final de la Copa Colombia con Atlético Nacional en la tanda de penaltis, previamente el conjunto verdolaga había empatado la serie en el último suspiro del partido al minuto 90+3'.

#### 2024
Comienza la temporada enfrentando al Junior de Barranquilla en la Superliga de Colombia, ganando su tercer título en el club embajador.
En el Cuadrangular semifinal del Torneo Apertura es primero pero debido a que igualó en puntos con el Atlético Bucaramanga el criterio de desempate fue el punto invisible obtenido por el equipo leopardo en la fase todos contra todos, de esta manera quedó sin posibilidades de acceder a la final.
Para el Cuadrangular semifinal del Torneo Finalización, se llega a la última fecha con la primera opción para disputar la gran final. A pesar de haber terminado invicto, el equipo no logró una victoria frente al Deportivo Pasto, lo que resultó en su eliminación y desencadenó su salida del club.

## Clubes

### Como jugador
| País        | Club                              | Año       |
| Formativo   | Formativo                         | Formativo |
| ----------- | --------------------------------- | --------- |
| Colombia    | Selección de fútbol del Magdalena | 1980-1982 |
| Profesional |                                   |           |
| Colombia    | Unión Magdalena                   | 1982-1987 |
| Colombia    | Millonarios                       | 1988-1991 |
| Colombia    | Envigado F. C.                    | 1992      |
| Colombia    | Independiente Medellín            | 1993      |
| Colombia    | Unión Magdalena                   | 1994-1997 |
| Colombia    | Unicosta                          | 1998      |

### Como formador
| País     | Club        | Año       |
| -------- | ----------- | --------- |
| Colombia | Chicó F. C. | 2001-2002 |

### Como preparador físico
| País     | Club         | Año       | PF de:          |
| -------- | ------------ | --------- | --------------- |
| Colombia | Boyacá Chicó | 2005-2006 | Mario Vanemerak |

### Como entrenador
| Club                       | Periodo                 | Periodo                 | Ref           |
| Club                       | Desde                   | Hasta                   | Ref           |
| -------------------------- | ----------------------- | ----------------------- | ------------- |
| Chía Fair Play · Colombia  | 16 de marzo de 2003     | 29 de octubre de 2003   |               |
| Bogotá F. C. · Colombia    | 2004                    | 2004                    |               |
| Boyacá Chicó · Colombia    | 6 de marzo de 2006      | 4 de diciembre de 2013  | [ 39 ] [ 40 ] |
| Águilas Doradas · Colombia | 16 de diciembre de 2013 | 11 de mayo de 2014      | [ 41 ] [ 42 ] |
| Deportes Tolima · Colombia | 11 de mayo de 2014      | 18 de diciembre de 2016 | [ 43 ] [ 44 ] |
| Junior · Colombia          | 18 de diciembre de 2016 | 26 de marzo de 2017     | [ 45 ] [ 46 ] |
| Deportes Tolima · Colombia | 22 de agosto de 2017    | 3 de diciembre de 2019  | [ 47 ] [ 48 ] |
| Millonarios · Colombia     | 3 de diciembre de 2019  | 31 de diciembre de 2024 | [ 49 ] [ 50 ] |
| Deportivo Cali · Colombia  | 17 de junio de 2025     | -                       | [ 51 ]        |

## Estadística como jugador
| Club                              | Temporada           | Div.                | Liga | Liga  | Copa Libertadores | Copa Libertadores | Total | Total |
| Club                              | Temporada           | Div.                | PJ.  | Goles | PJ.               | Goles             | PJ.   | Goles |
| --------------------------------- | ------------------- | ------------------- | ---- | ----- | ----------------- | ----------------- | ----- | ----- |
| Unión Magdalena · Colombia        | 1982-87 y 1994-97   | 1.ª                 | 331  | 6     | Inexequible       | Inexequible       | 331   | 6     |
| Millonarios · Colombia            | 1988-91             | 1.ª                 | 96   | 2     | 15                | 0                 | 111   | 2     |
| Envigado · Colombia               | 1992                | 1.ª                 | 33   | 0     | Inexequible       | Inexequible       | 33    | 0     |
| Independiente Medellín · Colombia | 1993                | 1.ª                 | 38   | 0     | Inexequible       | Inexequible       | 38    | 0     |
| Unicosta · Colombia               | 1998                | 1.ª                 | 48   | 1     | Inexequible       | Inexequible       | 48    | 1     |
| Total en su carrera               | Total en su carrera | Total en su carrera | 546  | 9     | 15                | 0                 | 561   | 9     |

## Estadísticas como entrenador
| Chía Fair Play · Colombia     | 2.ª                 | 2003                | 32  | 8   | 12  | 12  | -   | -  | -  | -  | -  | -  | -  | -  | - | - | - | - | 32   | 8   | 12  | 12  | 37.5%  |
| Chía Fair Play · Colombia     | Total               | Total               | 32  | 8   | 12  | 12  | -   | -  | -  | -  | -  | -  | -  | -  | - | - | - | - | 32   | 8   | 12  | 12  | 37.5%  |
| Bogotá Fútbol Club · Colombia | 2.ª                 | 2004                | 21  | 6   | 4   | 11  | -   | -  | -  | -  | -  | -  | -  | -  | - | - | - | - | 21   | 6   | 4   | 11  | 34.92% |
| Bogotá Fútbol Club · Colombia | Total               | Total               | 21  | 6   | 4   | 11  | -   | -  | -  | -  | -  | -  | -  | -  | - | - | - | - | 21   | 6   | 4   | 11  | 34.92% |
| Boyacá Chicó · Colombia       | 1.ª                 | 2006                | 37  | 14  | 10  | 13  | -   | -  | -  | -  | -  | -  | -  | -  | - | - | - | - | 37   | 14  | 10  | 13  | 46.85% |
| Boyacá Chicó · Colombia       | 1.ª                 | 2007                | 48  | 18  | 13  | 17  | -   | -  | -  | -  | -  | -  | -  | -  | - | - | - | - | 48   | 18  | 13  | 17  | 46.53% |
| Boyacá Chicó · Colombia       | 1.ª                 | 2008                | 44  | 17  | 13  | 14  | 14  | 7  | 3  | 4  | 2  | 1  | 0  | 1  | - | - | - | - | 60   | 25  | 16  | 19  | 50.56% |
| Boyacá Chicó · Colombia       | 1.ª                 | 2009                | 42  | 15  | 14  | 13  | 10  | 2  | 4  | 4  | 6  | 3  | 0  | 3  | - | - | - | - | 58   | 20  | 18  | 20  | 44.82% |
| Boyacá Chicó · Colombia       | 1.ª                 | 2010                | 36  | 13  | 11  | 12  | 12  | 5  | 2  | 5  | -  | -  | -  | -  | - | - | - | - | 48   | 18  | 13  | 17  | 46.53% |
| Boyacá Chicó · Colombia       | 1.ª                 | 2011                | 38  | 14  | 12  | 12  | 18  | 7  | 7  | 4  | -  | -  | -  | -  | - | - | - | - | 56   | 21  | 19  | 16  | 48.81% |
| Boyacá Chicó · Colombia       | 1.ª                 | 2012                | 42  | 14  | 14  | 14  | 16  | 8  | 2  | 6  | -  | -  | -  | -  | - | - | - | - | 58   | 22  | 16  | 20  | 47.13% |
| Boyacá Chicó · Colombia       | 1.ª                 | 2013                | 36  | 7   | 13  | 16  | 12  | 5  | 4  | 3  | -  | -  | -  | -  | - | - | - | - | 48   | 12  | 17  | 19  | 36.81% |
| Boyacá Chicó · Colombia       | Total               | Total               | 323 | 112 | 100 | 111 | 82  | 34 | 22 | 26 | 8  | 4  | 0  | 4  | - | - | - | - | 413  | 150 | 122 | 141 | 46.17% |
| Águilas Doradas · Colombia    | 1.ª                 | A-2014              | 20  | 8   | 5   | 7   | -   | -  | -  | -  | -  | -  | -  | -  | - | - | - | - | 20   | 8   | 5   | 7   | 48.33% |
| Águilas Doradas · Colombia    | Total               | Total               | 20  | 8   | 5   | 7   | -   | -  | -  | -  | -  | -  | -  | -  | - | - | - | - | 20   | 8   | 5   | 7   | 48.33% |
| Deportes Tolima · Colombia    | 1.ª                 | F-2014              | 24  | 8   | 9   | 7   | 18  | 12 | 2  | 4  | -  | -  | -  | -  | - | - | - | - | 42   | 20  | 11  | 11  | 56.35% |
| Deportes Tolima · Colombia    | 1.ª                 | 2015                | 48  | 22  | 12  | 14  | 10  | 4  | 4  | 2  | 6  | 1  | 3  | 2  | - | - | - | - | 64   | 27  | 19  | 18  | 52.09% |
| Deportes Tolima · Colombia    | 1.ª                 | 2016                | 46  | 17  | 13  | 16  | 12  | 5  | 5  | 2  | 2  | 0  | 1  | 1  | - | - | - | - | 60   | 22  | 19  | 19  | 47.23% |
| Junior · Colombia             | 1.ª                 | A-2017              | 8   | 1   | 3   | 4   | 2   | 2  | 0  | 0  | 4  | 3  | 0  | 1  | - | - | - | - | 14   | 6   | 3   | 5   | 50%    |
| Junior · Colombia             | Total               | Total               | 8   | 1   | 3   | 4   | 2   | 2  | 0  | 0  | 4  | 3  | 0  | 1  | - | - | - | - | 14   | 6   | 3   | 5   | 50%    |
| Deportes Tolima · Colombia    | 1.ª                 | F-2017              | 15  | 7   | 5   | 3   | -   | -  | -  | -  | -  | -  | -  | -  | - | - | - | - | 15   | 7   | 5   | 3   | 57.78% |
| Deportes Tolima · Colombia    | 1.ª                 | 2018                | 48  | 25  | 10  | 13  | 2   | 0  | 0  | 2  | -  | -  | -  | -  | - | - | - | - | 50   | 25  | 10  | 15  | 56.67% |
| Deportes Tolima · Colombia    | 1.ª                 | 2019                | 52  | 23  | 16  | 13  | 6   | 3  | 2  | 1  | 8  | 2  | 3  | 3  | 2 | 1 | 0 | 1 | 68   | 29  | 21  | 18  | 52.94% |
| Deportes Tolima · Colombia    | Total               | Total               | 233 | 102 | 65  | 66  | 48  | 24 | 13 | 11 | 16 | 3  | 7  | 6  | 2 | 1 | 0 | 1 | 299  | 130 | 85  | 84  | 52.96% |
| Millonarios · Colombia        | 1.ª                 | 2020                | 26  | 11  | 11  | 4   | 1   | 0  | 1  | 0  | 4  | 2  | 0  | 2  | - | - | - | - | 31   | 13  | 12  | 6   | 54.84% |
| Millonarios · Colombia        | 1.ª                 | 2021                | 50  | 26  | 10  | 14  | 2   | 0  | 1  | 1  | -  | -  | -  | -  | - | - | - | - | 52   | 26  | 11  | 15  | 57.05% |
| Millonarios · Colombia        | 1.ª                 | 2022                | 52  | 26  | 13  | 13  | 8   | 5  | 2  | 1  | 2  | 0  | 0  | 2  | - | - | - | - | 62   | 31  | 15  | 16  | 58.06% |
| Millonarios · Colombia        | 1.ª                 | 2023                | 54  | 25  | 17  | 12  | 8   | 4  | 4  | 0  | 10 | 4  | 3  | 3  | - | - | - | - | 72   | 33  | 24  | 15  | 56.94% |
| Millonarios · Colombia        | 1.ª                 | 2024                | 50  | 24  | 14  | 12  | 2   | 0  | 2  | 0  | 6  | 0  | 3  | 3  | 2 | 1 | 0 | 1 | 60   | 25  | 19  | 16  | 52.23% |
| Millonarios · Colombia        | Total               | Total               | 232 | 112 | 65  | 55  | 21  | 9  | 10 | 2  | 22 | 6  | 6  | 10 | 2 | 1 | 0 | 1 | 277  | 128 | 81  | 67  | 55.96% |
| Deportivo Cali · Colombia     | 1.ª                 | 2025                | 7   | 2   | 3   | 2   | 0   | 0  | 0  | 0  | -  | -  | -  | -  | - | - | - | - | 7    | 2   | 3   | 2   | 42.86% |
| Deportivo Cali · Colombia     | Total               | Total               | 7   | 2   | 3   | 2   | 0   | 0  | 0  | 0  | -  | -  | -  | -  | - | - | - | - | 7    | 2   | 3   | 2   | 42.86% |
| Total en su carrera           | Total en su carrera | Total en su carrera | 876 | 351 | 257 | 268 | 153 | 69 | 45 | 39 | 50 | 16 | 13 | 21 | 4 | 2 | 0 | 2 | 1083 | 438 | 315 | 330 | 50.14% |
| 1. 2. 3.                      |                     |                     |     |     |     |     |     |    |    |    |    |    |    |    |   |   |   |   |      |     |     |     |        |

#### Resumen por competencias
| Competición           | PJ   | PG  | PE  | PP  | Ganados % | Mejor Resultado  |
| --------------------- | ---- | --- | --- | --- | --------- | ---------------- |
| Categoría Primera A   | 823  | 337 | 241 | 245 | 50.71%    | Campeón          |
| Categoría Primera B   | 53   | 14  | 16  | 23  | 35.81%    | 12.º lugar       |
| Copa Colombia         | 153  | 69  | 45  | 39  | 54.9%     | Campeón          |
| Superliga de Colombia | 4    | 2   | 0   | 2   | 50%       | Campeón          |
| Copa Libertadores     | 30   | 10  | 7   | 13  | 41.11%    | Fase de grupos   |
| Copa Sudamericana     | 20   | 6   | 6   | 8   | 40%       | Octavos de final |
| Total                 | 1083 | 438 | 315 | 330 | 50.14%    | 6 Títulos        |

## Palmarés

### Como jugador
| Título              | Club        | País     | Año  |
| ------------------- | ----------- | -------- | ---- |
| Categoría Primera A | Millonarios | Colombia | 1988 |

### Como entrenador
| Títulos               | Club            | País     | Año    |
| --------------------- | --------------- | -------- | ------ |
| Categoría Primera A   | Boyacá Chicó    | Colombia | 2008-I |
| Copa Colombia         | Deportes Tolima | Colombia | 2014   |
| Categoría Primera A   | Deportes Tolima | Colombia | 2018-I |
| Copa Colombia         | Millonarios     | Colombia | 2022   |
| Categoría Primera A   | Millonarios     | Colombia | 2023-I |
| Superliga de Colombia | Millonarios     | Colombia | 2024   |

## Distinciones individuales
| Distinción |
| --- |
| Segundo futbolista con más partidos disputados en el Unión Magdalena con 331 encuentros.                                                                  |
| Entrenador con más partidos dirigidos (413) en el Boyacá Chicó.                                                                                           |
| Tercer entrenador con más partidos dirigidos (299) en el Deportes Tolima.                                                                                 |
| Tercer entrenador con más partidos dirigidos (277) en Millonarios.                                                                                        |
| Tercer entrenador de nacionalidad colombiana que más partidos ha dirigido a nivel profesional tras: Gabriel Ochoa Uribe (1597) y Jorge Luis Pinto (1298). |

## Controversias

### Millonarios
En 1989 reclamando contra el mal arbitraje decidió agredir al árbitro Silva que terminó expulsando a Gamero, al final Millonarios quedó eliminado de la Copa Libertadores al igualar 1-1 en casa y perder 1-2 en el global a manos de Atlético Nacional que terminó campeón del certamen continental ese mismo año.

### Deportivo Unicosta
En su última temporada (1998) como jugador profesional y luego de que el dueño del Deportivo Unicosta, Enrique Chapman le adeudara varios meses salario Gamero al final de un entrenamiento tomó el bus del equipo y lo condujo desde Barranquilla hasta su casa en Santa Marta a modo de protesta. En vista de que Chapman no tenía el dinero que le adeudaba Gamero se terminó quedando con el bus.

### Boyacá Chicó
En su momento última etapa al frente del Boyacá Chicó se volvió recurrente los reclamos airados de Gamero hacía los árbitros aludiendo que estaban perjudicando en su juego con sus malas decisiones arbitrales.

“Ya no sé qué hacer con estos árbitros, me anularon el gol que era el empate, también merecido porque hicimos méritos para llevarnos un punto. Vinimos a jugar fútbol, a proponer pero el árbitro no dejó”. Declaraciones de Gamero sobre el árbitro Harold Perilla.

“Nos robó y me robó. Si la Dimayor y la Federación me van a meter 80 fechas por decir esto, que lo hagan, pero fue un atraco lo que me hizo ese señor (Buitrago). Es un criminal, que me suspendan y que me llamen y yo les demuestro que sí”.
"Está claro que el árbitro se equivocó; nunca hubo penal y su decisión nos perjudicó porque el empate nos hubiese dado la clasificación".
Declaraciones de Gamero sobre el árbitro Hernando "Mr. Bean" Buitrago.

“No tengo el dialecto de escupir”. Declaraciones de Gamero sobre el árbitro Francisco Peñuela. Luego de que este lo expulsara sin justificación tras una acción que nunca ocurrió en un partido entre el Boyacá Chicó y Atlético Nacional.

### Deportes Tolima
Para 2016 tuvo una sonada pelea verbal en medio de un entrenamiento con el arquero Luis Delgado, luego de que esté declara que había tenido una lesión y a lo cual tanto Gamero como el cuerpo médico no le prestarán importancia al tema.

“¿Conmigo sí hay problema no?,… “Entonces el otro (Joel Silva) va a los medios y llora, y lo metes, y lo metes. No jodás, a mí me respeta, respete mi trabajo, respete mi profesión". Luis Delgado a Gamero.

En el año 2019 Gamero se hizo viral en todo planeta dado que en pleno partido de Copa Sudamericana dirigiendo al Deportes Tolima y enfrentando a Argentinos Juniors, sin ninguna razón aparente se dirigió desde la raya técnica y fue hasta el banco de suplentes en donde le propinó una cachetada al kinesiólogo del club pijao.

“Fue una recocha normal, una broma entre dos amigos, lo considero un gran amigo”. 
“Les aclaro que lo de anoche fue una recocha, una broma. No es la primera vez que pasa, pero no raya en el irrespeto que él lo haya hecho. Acá estamos ‘juagados’ de la risa”. 
Declaraciones del kinesiólogo del Deportes Tolima (Albert "Mariachi" Arias) sobre Gamero.